# (454) Mathesis
(454) Mathesis ist ein Asteroid des Hauptgürtels, der am 28. März 1900 von dem deutschen Astronomen Arnold Schwassmann in Heidelberg entdeckt wurde.
Es hat eine Periode von 4 Jahren und 96 Tagen. Es hat ungefähr einen Durchmesser von 82 Kilometern. 
Benannt wurde der Asteroid nach dem griechischen Wort für Lernen zum Anlass der 300-Jahr-Feier der Mathematischen Gesellschaft in Hamburg.